# Edle Schafgarbe
Die Edle Schafgarbe (Achillea nobilis) ist eine Pflanzenart aus der Gattung der Schafgarben (Achillea) innerhalb der Familie der Korbblütler (Asteraceae). Sie ist in Eurasien verbreitet.

## Beschreibung

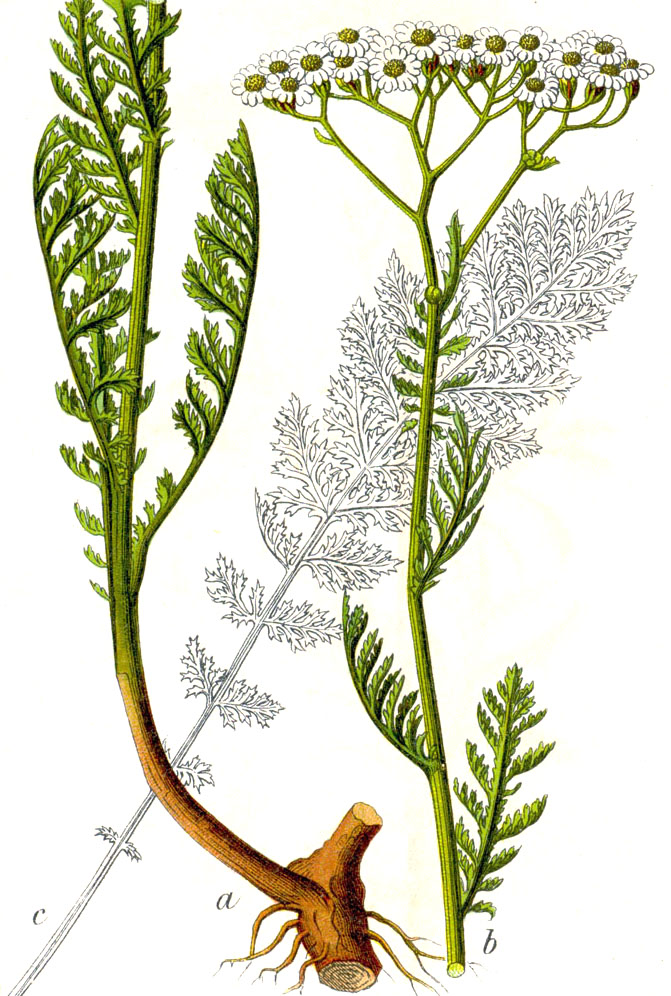
Illustration aus Sturm

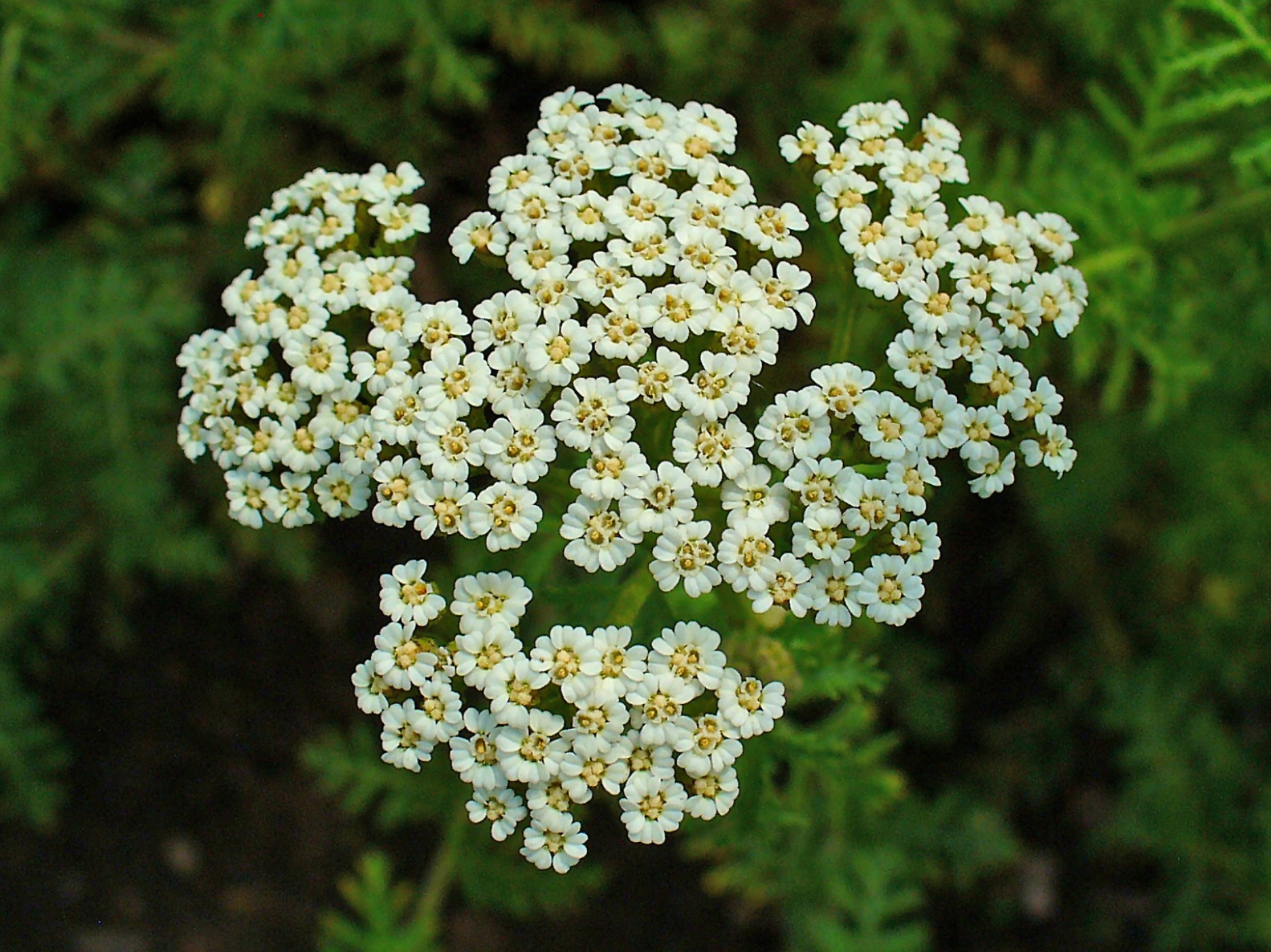
Blütenstand von oben

### Vegetative Merkmale
Die Edle Schafgarbe wächst als ausdauernde krautige Pflanze und erreicht Wuchshöhen von 20 bis 60 Zentimetern. Sie bildet keine Ausläufer, riecht aromatisch und die oberirdischen Pflanzenteile sind wollig bis filzig behaart. Die Grundblätter sind lang gestielt und dreifach fiederschnittig.
Die wechselständig angeordneten Stängelblätter sind im Umriss breit-elliptisch bis eiförmig und höchstens zwei- bis dreimal so lang wie breit. Sie sind 3 bis 5 Zentimeter lang und 1,5 bis 3 Zentimeter breit. Die Blattspindel ist gezähnelt und besitzt kleinere Zwischenlappen. Die Blattabschnitte der oberen zwei- bis dreifach (ein- bis vierfach) fiederschnittigen Stängelblätter haben 2 bis 25 Zähnen pro Seite.

### Generative Merkmale
Die Blütezeit ist Juni bis August. Der doldenrispige Gesamtblütenstand enthält zahlreiche körbchenförmige Teilblütenstände und insgesamt meist über 50 Köpfchen. Die Hülle ist eiförmig und etwa 3 Millimeter hoch. Die Hüllblätter sind behaart und matt. Sie sind grünlich mit kräftig hervortretender gelblicher Mittelrippe und schmalem hellbraunem, an der Spitze manchmal dunkelbraunem Hautrand. Die Spreublätter sind länglich und häutig. Die Blütenkörbchen enthalten nur vier bis sechs weißliche oder oberseits gelbliche Zungenblüten. Die Zunge der Blütenkrone ist deutlich kürzer als die Hülle. Die Achänen sind etwa 1 Millimeter lang und ohne Pappus.
Die Chromosomenzahl beträgt 2n = 18.

## Vorkommen
Die Edle Schafgarbe ist in Mittel- und Südeuropa verbreitet. Außerdem tritt sie von Südosteuropa bis Asien auf (Türkei, Iran, Turkmenien, Altai, Sibirien) auf. In Nordeuropa ist sie nur synanthrop.
Die Edle Schafgarbe braucht kalkhaltigen, lockeren Lehmboden, geht aber auch auf Löß. Sie besiedelt Trocken- und Halbtrockenrasen seltener Felsbänder oder Böschungen. Vom Hochrhein bis zur Moselmündung, am mittleren Main und in der südöstlichen Frankenalb sowie im südlichen Schweizer Jura, in Niederösterreich, dem Burgenland und am Alpensüdfuß kommt sie selten vor; in den hessischen, thüringischen, brandenburgischen und sächsischen Löß- bzw. Kalkgebieten tritt sie vereinzelt auf.
Pflanzensoziologisch ist sie eine schwache Charakterart des Verbands Seslerio-Festucion pallentis. Man findet sie auch oft in der Pflanzengesellschaft des Poo-Anthemetum tinctoriae aus dem Agropyrion-Verband, zusammen mit den Begleitarten Poa compressa, Anthemis tinctoria oder Melica ciliata. Im Schlüchttal im Südschwarzwald kommt sie auch in der Silene rupestris-Festuca pallens-Gesellschaft vor.
Die ökologischen Zeigerwerte nach Landolt & al. 2010 sind in der Schweiz: Feuchtezahl F = 2 (mäßig trocken), Lichtzahl L = 4 (hell), Reaktionszahl R = 4 (neutral bis basisch), Temperaturzahl T = 4+ (warm-kollin), Nährstoffzahl N = 2 (nährstoffarm), Kontinentalitätszahl K = 5 (kontinental).

## Inhaltsstoffe
Die Edle Schafgarbe enthält ein ätherisches Öl. Der Presssaft kann auf der Haut im Licht Entzündungen hervorrufen.

## Systematik
Die Erstveröffentlichung von Achillea nobilis erfolgte 1753 durch Carl von Linné in Species Plantarum, Tomus I, S. 899. Das Artepitheton nobilis bedeutet „edel“.
Je nach Autor gibt mehrere Unterarten:
- Achillea nobilis L. subsp. nobilis: Sie kommt in Mitteleuropa, in Südeuropa und in Vorderasien vor.[4]
- Achillea nobilis subsp. densissima (Bässler) Hub.-Mor.: Sie kommt in der Türkei vor.[4]
- Achillea nobilis subsp. kurdica Hub.-Mor.: Sie kommt in der Türkei vor.[4]
- Achillea nobilis subsp. neilreichii (A.Kern.) Velen. (Syn.: Achillea neilreichii A.Kern.): Sie hat Zungenblüten, die oberseits gelblich sind. Sie kommt von Italien und Südosteuropa bis Vorderasien vor und ist in Deutschland eine seltene Adventivpflanze.[4]
- Achillea nobilis subsp. sipylea (O Schwarz) Bässler (Syn.: Achillea sipylea O.Schwarz): Sie kommt in der Türkei vor.[4]